# Estadio de Pasarón
El Estadio Municipal de Pasarón es un estadio de fútbol ubicado en Pontevedra, Galicia, España. De titularidad municipal, es la sede del Pontevedra Club de Fútbol. Con un terreno de césped natural, tiene una capacidad para 10.541 espectadores. Se encuentra en el barrio de O Burgo, en la calle Luis Otero.

## Historia
El estadio municipal de Pasarón, tiene sus orígenes en un campo de fútbol que comenzó a utilizarse en 1919. El 16 de febrero de ese año, el Pontevedra Athletic Club y el Real Coruña disputaron el primer partido en este emplazamiento, marcando el inicio de la actividad futbolística en la zona.
En 1941, con la fundación del Pontevedra Club de Fútbol, el equipo heredó las instalaciones del Eiriña Club de Fútbol, su predecesor. Durante las décadas siguientes, el campo fue testigo del crecimiento y consolidación del fútbol en la ciudad. 
Tras el ascenso del Pontevedra CF a segunda división en la temporada 1959-60, el Ayuntamiento de Pontevedra adquirió los terrenos. El nuevo estadio fue diseñado por los arquitectos Emilio Quiroga Losada y Alfonso Barreiro Buján, e inaugurado en 1965, cuando el equipo militaba en primera división. 
Con motivo del Mundial de España 1982, el estadio fue parcialmente remodelado para albergar los entrenamientos de la selección italiana, que se alojó en el Parador de Pontevedra. Italia utilizó las instalaciones del estadio durante la primera fase del campeonato, y posteriormente se coronaría campeona del mundo.
En el año 2006 dio comienzo una reforma total del estadio. Se comenzó reformando las gradas de Norte y Sur, las cuales se inauguraron el 10 de junio de 2007 en un partido de fase de ascenso a segunda división que enfrentó al Pontevedra CF y al Córdoba CF con resultado de empate a dos. Posteriormente, se reformaron la grada de Tribuna y los palcos vips, inaugurados el 1 de junio de 2008 en otro partido de fase de ascenso a segunda división en un partido que enfrentó al equipo local contra la AD Ceuta. Finalmente, se reformó la grada de Preferencia, inaugurada el 17 de mayo de 2010 en un partido contra el Real Oviedo, con victoria local (2-1), correspondiente a la fase de ascenso a segunda divsión.
El estadio ha sido adaptado a la normativa UEFA y su aforo ha quedado reducido a casi 12.000 espectadores (de las 16.500 anteriores), debido a que en el nuevo estadio todas las localidades disponen de asiento. Es el estadio de fútbol más grande de la ciudad de Pontevedra.

## Arquitectura
La remodelación del estadio municipal de Pasarón fue proyectada por los arquitectos Galo Zayas y Jesús Llamazares, del estudio ACXT–IDOM, y ejecutada entre 2006 y 2010. El diseño apuesta por una estructura compacta, funcional y visualmente integrada en el entorno urbano de Pontevedra. La obra destaca por su uso de hormigón armado, cubiertas perimetrales que resguardan al público y una iluminación uniforme gracias a su diseño abierto pero protegido. La disposición del graderío permite una visibilidad óptima desde todos los ángulos, y la geometría del campo de juego actúa como eje compositivo del conjunto arquitectónico.

### Reconocimientos
En 2014, el estadio fue finalista en los premios internacionales Building of the Year, organizados por la plataforma ArchDaily, en la categoría de arquitectura deportiva. Compartió nominación con obras como el Estadio Jornalista Mário Filho (Maracaná) de Río de Janeiro, el Archery Hall & Boxing Club de Tokio, el Gammel Hellerup Gymnasium en Dinamarca y el Estadio Wanangkura en Australia.
Además, fue finalista en los premios COAG del Colegio Oficial de Arquitectos de Galicia y ha sido incluido en la Guía de Arquitectura Contemporánea de Galicia como una de las obras más relevantes de la ciudad en el siglo XXI.

## Partidos internacionales
El 24 de marzo de 1998, la selección española sub-21 disputó un amistoso contra Suecia, con victoria por 1-0.
El 10 de octubre de 2016, la selección española sub-21 jugó un partido de clasificación para la Eurocopa sub-21 de 2017 frente a Estonia, con resultado de 5-0.
El 7 de septiembre de 2012 la selección española juega por primera vez en Pontevedra, un amistoso contra la selección de Arabia Saudí.
| 7 de septiembre de 2012 | España                                                        | 5:0 | Arabia Saudí | Estadio Municipal de Pasarón, Pontevedra                               |                                                                        |
|                         | Santi Cazorla 23' · Pedro 27' 73' · Xavi 47' · Villa 69 pen.' |     |              | Asistencia: 10 000 espectadores Árbitro(s): Anar Salmanov (Azerbaiyán) | Asistencia: 10 000 espectadores Árbitro(s): Anar Salmanov (Azerbaiyán) |

El 1 de diciembre de 2023 la selección española femenina jugará por primera vez en Pontevedra, un partido oficial contra la selección de Italia.

## Conciertos y eventos culturales
Además de su uso deportivo, el estadio municipal de Pasarón ha sido escenario de destacados conciertos y eventos culturales, especialmente durante las décadas de 1990 y 2000, cuando Pontevedra se consolidó como una parada habitual en las giras de artistas nacionales e internacionales.
Algunos de los conciertos más relevantes celebrados en el estadio incluyen:
Depeche Mode (13 de julio de 1993), en el marco de su gira Devotional Tour, congregando a más de 13.000 personas en una de las citas musicales más recordadas en la ciudad.
Joe Cocker (30 de julio de 1992), dentro de su gira Night Calls, en las Fiestas de La Peregrina 92.
Mecano, (10 de agosto de 1992), pasó a la historia por ser el concierto de pago con mayor afluencia de historia de Pontevedra con casi 30.000 personas.
The Black Crowes (19 de julio de 1995), en su gira Amorica or Bust.
Julio Iglesias (9 de agosto de 1997), en un concierto multitudinario que marcó un hito cultural en la ciudad.

### En el cine
El estadio aparece en la película Los lunes al sol (2002), dirigida por Fernando León de Aranoa y protagonizada por Javier Bardem. Parte del filme fue rodada en Pontevedra, y Pasarón figura brevemente en escenas de exteriores como referencia al contexto gallego de la historia.

## Ubicación y accesos
El estadio de Pasarón se encuentra en el barrio de O Burgo, al norte de la ciudad de Pontevedra, separada del centro histórico por el río Lérez. Se encuentra entre las calles Leonardo Enríquez, Luis Otero y la avenida de La Coruña, a escasos metros de la carretera N-550 que une Pontevedra y Santiago de Compostela.
Se puede acceder al estadio a pie, en vehículo privado y en transporte público. La línea 1 de autobús tiene parada en la avenida de Compostela (N-550).